# 鼻詰まり
鼻詰まり（はなづまり、Nasal congestion）とは、鼻孔に関する症候のひとつ。鼻閉塞（びへいそく英語 nasal obstruction）、鼻閉とも。

## 症状
鼻詰まりとは片方または両方の鼻が詰まるものであるが、鼻に関する疾患では鼻詰まりのほか、くしゃみや鼻水、鼻出血、嗅覚・味覚の異常、飲み込みにくさ、不眠などが伴うことが多い。

## 原因
鼻の中にある血管に充血が生じたり、異物挿入、腫瘍、花粉などにより起こることが多い。
- 物理的なもの
  - 異物（虫の吸引・キャップの挿入）などによるもの
- 先天的な疾患によるもの
  - 先天性後鼻腔閉鎖症など
- 疾患によるもの
  - 風邪やインフルエンザ
  - 鼻炎
    - 急性鼻炎・慢性鼻炎・アレルギー性鼻炎・肥厚性鼻炎・花粉症など

  - 副鼻腔炎
    - 急性副鼻腔炎・慢性副鼻腔炎（蓄膿症）など

  - 鼻中隔彎曲症
  - 腫瘍によるもの
    - 鼻腔・上顎洞の腫瘍

  - その他
    - 鼻茸

## 治療
原因となる疾患を特定の上、その疾患に対する治療が主な治療である。
効率良く呼吸しやすくなる対処法として口呼吸が有効だが余計な体力を使ったり、喉を痛めるデメリットも併発する為、賛否両論となっている。